# Эла Лонгспе
Эла Лонгспе (Лонжеспе) (англ. Ela Longespée; ум. 9 февраля 1298) — английская аристократка, дочь Уильяма де Лонгспе, 3-го графа Солсбери, и Элы, графини Солсбери, жена сначала Томаса де Бомона, 6-го графа Уорика, затем Филиппа Бассета из Уикомба, юстициария Англии.

## Биография
Эла была третьей из четырёх дочерей Уильяма де Лонгспе, 3-го графа Солсбери, незаконнорожденного сына короля Англии Генриха II Плантагенета, и Элы, графини Солсбери. Точный её год рождения неизвестен.
Первым браком её выдали замуж за Томаса де Бомона, который после смерти отца в 1229 году унаследовал титул графа Уорика. Однако детей в этом браке не родилось. Её муж умер в 1242 году, его наследницей стала сестра, Маргарита де Бомон. При этом она получила 2 части фьефов брата, а одна часть была выделена в качестве вдовьей доли Эле.
Между 25 ноября 1254 года и 23 марта 1255 года Эла вышла замуж вторично — за Филиппа Бассета из Уикомба, став его второй женой. Поскольку супруги находились в близком родстве, то потребовалось папское разрешение, которое было дано 13 ноября 1254 года папой Иннокентием IV, в котором было указано, что Филипп и Эла находятся «в третьей степени родства». При этом 23 марта 1255 года папа даровал Филиппу и Эле индульгенцию, в которой указывалось, что они связаны «четвертой степенью кровного родства». Филипп Бассет играл заметную роль в политическом кризисе 1258—1265 годов, приведшем ко Второй баронской войне, а в 1261—1263 годах был юстициарием Англии. Брак этот тоже остался бездетным. Филипп Бассет умер в 1271 году, после чего его владения унаследовала Алина Бассет, дочь от первого брака. Эла же в качестве вдовьей доли получила манор Астон Клинтон в Бакингемшире.
Эла надолго пережила и второго мужа. Она умерла 9 февраля 1298 года и была похоронена в аббатстве Осни.

## Брак
1-й муж: Томас де Бомон (ум. 26/27 июня 1242), 6-й граф Уорик с 1229. Детей от этого брака не было.
2-й муж: с 25 ноября 1254/23 марта 1255 — Филипп Бассет из Уикомба (ум. 29 октября 1271), феодальный барон Уикомба с 1259, главный юстициарий Англии в 1261—1263 годах. Детей от этого брака не было.